# Alexandre O'Neill
Alexandre Manuel Vahia de Castro O'Neill de Bulhões (Orde Militar de Santiago da Espada; Lisboa, 19 de desembre del 1924–Lisboa, 21 d'agost del 1986) fou un poeta important del surrealisme portugués. Era descendent d'irlandesos. Té una biblioteca amb el seu nom a Constância.
Autodidacte, O'Neill fou un dels fundadors del moviment surrealista de Lisboa. Publica la seua primera obra, el volum L'ampolla miraculosa, però el grup ràpidament es desfà. Les influències surrealistes romanen visibles en les seues obres, que a més dels llibres de poesia inclouen prosa, discs de poesia, traduccions i antologies. L'autor també treballà en publicitat i, així mateix, com a columnista va desplegar una àmplia col·laboració en la premsa diària i periòdica, recollida en part en el volum Uma coisa em forma de assim (Lisboa, 2004). Va ser arrestat diverses vegades per la policia política, la PIDE.
D'Alexandre O'Neill, si més no, hi ha traduccions al català per Josep Maria Llompart, set poemes, en Poesia gallega, portuguesa i brasilera moderna (Barcelona, 1988), i per Vicent Berenguer, onze poemes, en la revista L'Aiguadolç, núm. 50, tardor 2021.

## Biografia

### Infància i joventut
De la burgesia lisboeta, Alexandre O'Neill naix a l'avinguda Fontes Pereira de Melo, hui una de les artèries de la capital. Era fill de José António Pereira de Eça O'Neill de Bulhões (Lisboa, c. 1890), treballador bancari, i de la seua esposa, Maria da Glória Vahia de Barros de Castro (17 de març de 1905 - 1989).
Era també net patern de l'escriptora Maria O'Neill, la qual era rebesneboda i cosina neboda besneta del vescomte de Santa Mónica i reneboda del baró de Sabroso.

El 1943, amb 17 anys d'edat, va publicar els primers versos en un diari d'Amarante, Flor del Tâmega. Malgrat haver rebut premis literaris en el Col·legi Valsassina, aquesta activitat no fou incentivada per la família, que anhelava que Alexandre O'Neill es dedicàs més als estudis i es formàs en un curs superior.

### Dins elmoviment surrealista
Daten de l'any 1947 dues cartes d'Alexandre O'Neill que demostren el seu interés pel surrealisme: en una d'elles (del mes d'octubre) posseeix els manifests de Breton i la Història del surrealisme, de M. Nadeau. Aquest mateix any, O'Neill, Mário Cesariny i Mário Domingues comencen a fer experiències lingüístiques surrealistes, sobretot en Cadàvers estranys i Diàlegs automàtics, que conduïen al desmembrament del sentit lògic dels texts i a la pluralitat de sentits.
Al voltant del 1948, O'Neill assisteix a la creació del Grup Surrealista de Lisboa, al costat de Mário Cesariny, José-Augusto França, António Domingues, Fernando Azevedo, Moniz Pereira, António Pedro i Marcelino Vespeira. Les primeres reunions es feien a la Pastisseria Mexicana, a la plaça de Londres.
Les posicions antineorealistes eren frontals i provocatives, igual que les actituds contra el règim: en abril, el grup retira la seua col·laboració de la III Exposició General d'Arts Plàstiques, per rebutjar la censura prèvia que la comissió organitzadora hi havia imposat. Amb l'eixida de Mário Cesariny, que se separa del grup, en agost del 1948, el grup s'escindeix i dona origen al Grup Surrealista Dissident, en què, a més de Cesariny, participaven António Maria Lisboa i Pedro Oom.
El 1949 tenen lloc les principals manifestacions del moviment surrealista a Portugal, com ara l'Exposició del Grup Surrealista de Lisboa (a gener), on exposen Alexandre O'Neill, António Dacosta, António Pedro, Fernando de Azevedo, João Moniz Pereira, José-Augusto França i Vespeira. En aquesta ocasió, Alexandre O'Neill publica L'ampolla miraculosa com un dels primers números de Cadernos Surrealistas. L'obra, constituïda per 15 imatges i els respectius subtítols, sense cap nexe lògic entre aquests, es pot considerar paradigmàtica del surrealisme portugués.

### L'estrena
Després d'una fase d'atacs personals entre els dos grups surrealistes (1950-1952) i l'extinció d'ambdós, el surrealisme continua manifestant-se en la producció individual d'alguns autors, incloent-hi el mateix Alexandre O'Neill. El 1951, en el "Petit avís de l'autor al lector", inserit en Temps de fantasmes, es desmarca del surrealisme. En aquesta mateixa obra, sobretot en la primera part, Exercicis d'estil (1947-49), la influència d'aquest corrent es manifesta en poemes com "Diàlegs fallits", "Inventari" o "La Central de les frases" i en la insistència en motius comuns a molts poetes surrealistes, com ara la bicicleta i la màquina de cosir.

### Política
En aquest primer llibre de poesia inclou el poema que el va fer cèlebre, "Un adeu portugués", originat en un episodi biogràfic que narraria anys més tard: en l'inici de 1950, estigué a Lisboa Nora Mitrani, enviada del Surrealisme francés per fer una conferència. Va conèixer O’Neill i es van enamorar. Mesos més tard, volent ajuntar-s'hi a París, O’Neill fou cridat a la PIDE i interrogat. Per pressió d'una persona de la família, li negaren el passaport. Obligat a restar a Portugal, no tornaria a veure Nora Mitrani.
No fou l'única vegada que Alexandre O’Neill va ser confrontat a la policia política. El 1953, fou arrestat vint-i-un dies a la Presó de Caxias, per haver-hi anat a esperar Maria Lamas, tornada del Congrés Mundial de la Pau de Viena. A partir d'aquesta data, fou vigilat per la PIDE. No obstant això, sent un dissident, no va militar en cap partit polític, ni durant l'Estat Nou, ni després del 25 d'Abril –se li coneix una breu connexió al MUD (Moviment d'Unitat Democràtica) juvenil, quan abandona el Grup Surrealista de Lisboa. A partir d'aquesta època, O’Neill es va distanciar de grups o tertúlies.(1)

### L'obra literària
El 1958, amb l'edició d'En el Regne de Dinamarca, Alexandre O’Neill fou reconegut com a poeta. En la dècada del 1960, la més productiva literàriament, publica llibres de poesia, antologies d'altres poetes i traduccions.
La poesia d'Alexandre O'Neill concilia una actitud d'avantguarda (surrealisme i experiències pròximes al concretisme, que es manifesta en el caràcter lúdic del seu joc amb els mots, en el seu "bestiari", que evidencia el costat surreal del real, o en els típics «inventaris» surrealistes) amb la influència de la tradició literària (d'autors com Nicolau Tolentino i l'abat de Jazente, per exemple).(2)
Els seus texts es caracteritzen per una intensa sàtira a Portugal i als portuguesos, i destrueixen la imatge d'un proletariat heroic creada pel neorealisme, que contraposa a la vida empobrida, el dolor quotidià, vista però sense dramatisme, irònicament, entre la constatació de l'absurd de la vida i l'humor com a única manera d'enfrontar-s'hi.
Temes com la solitud, l'amor, el somni, el pas del temps o la mort, condueixen a la por (vegeu "El poema poc original de la por", amb la figuració simbòlica del ratolí) i a la revolta, de què només podem alliberar-nos amb l'humor, contrapesat a vegades per un to discretament sentimental, revelador d'una certa desesperació davant el marasme del país — "el meu remordiment, el meu remordiment de tots nosaltres". Aquest humor és, sovint, manifestat en un llenguatge que parodia discursos estereotipats, com els oficials o publicitaris, o que reflecteix l'organització social, per la integració d'argot i llocs comuns petitburgesos, d'onomatopeies o neologismes inventats per l'autor.
Hi ha col·laboracions seues en el setmanari Mundo Literário (1946-1948) i en la revista Litoral (1944-1945).

### La vida privada i professional
Alexandre O’Neill, malgrat no haver estat un escriptor professional, va viure sempre de la seua escriptura o de treballs relacionats amb llibres. El 1946, treballa com a empleat de la Caixa de Sanitat dels Professionals del Comerç, fins a 1952. A partir del 1957, comença a escriure per als diaris, primer esporàdicament, després signant columnes en el Diário de Lisboa, A Capital i, els anys 1980, en el Jornal de Lletras, escrivint prosa i poesia, que reeditava més tard en llibre, a la manera dels fulletons del segle xix.(1)
El 1959 s'estrena com a redactor de publicitat, activitat que li donaria definitivament un salari. Deixà la casa dels pares, i es casà el 27 de desembre de 1957 amb Noémia Delgado, i tingueren un fill, Alexandre Delgado O'Neill, nascut el 23 de desembre de 1959, fotògraf, que moriria solter a Boston, Massachusetts, el 1993. Alexandre O'Neill es divorcia i es casa de nou el 15 de gener de 1971. En aquesta època, s'instal·la a la zona del Jardí del Príncep Reial, barri lisboeta on transcorregué gran part de la seva vida. Hi trobaria Pamela Ineichen, amb qui va mantenir una relació amorosa durant la dècada de 1960. Més tard, es casarà amb Teresa Patrício Gouveia, mare del seu segon fill, Afonso Gouveia O'Neill.
També participà en la redacció de la revista Almanaque (1959-61), publicació llançada amb imatges de Sebastião Rodrigues, en què col·laboraven, entre d'altres, José Cardoso Pires, Luís de Sttau Monteiro, Augusto Abelaira i João Abel Manta.
La seua atracció per altres mitjans de comunicació es reflecteix en la lletra del fado "Gaivota" destinada a Amália Rodrigues, amb música d'Alain Oulman, i la col·laboració, els anys 1970, en programes televisius (fou crític de televisió sota el pseudònim de A. Jazente), o en guions de pel·lícules i en peces de teatre. El 1982 va rebre el premi de l'Associació de Crítics Literaris.
Però la malaltia començava a turmentar-lo. El 1976, sofreix un atac cardíac. En l'inici dels 1980, ja divorciat de Teresa Patrício Gouveia, repartia el seu temps entre la casa del carrer de l'Escola Politècnica i la vila de Constância.(8) El 1984, va sofrir un accident vascular cerebral, premonitori del que, l'abril del 1986, el duria a l'hospital.
Alexandre O'Neill mor a Lisboa a 21 d'agost del 1986, als 61 anys. Està sepultat al Cementeri de Benfica.
La Biblioteca Alexandre O'Neill, a Constância, alberga, per donació de l'escriptor, part del seu patrimoni. S'hi poden llegir els llibres que li pertanyien, molts amb anotacions seues o dedicatòries dels autors.

## Obres

### Poesia
- 1948 – A Ampola Miraculosa, Lisboa: Cadernos Surrealistas.
- 1951 – Tempo de Fantasmas, Cadernos de Poesia, n.º 11.
- 1958 – No Reino de Dinamarca, Lisboa: Guimarães.
- 1960 – Abandono Vigiado, Lisboa: Guimarães.
- 1962 – Poemas com Endereço, Lisboa: Moraes.
- 1965 – Feira Cabisbaixa, Lisboa: Ulisseia.
- 1969 – De Ombro na Ombreira, Lisboa: Dom Quixote.
- 1972 – Entre a Cortina e a Vidraça, Lisboa: Estúdios Color.
- 1979 – A Saca de Orelhas, Lisboa: Sá da Costa.
- 1981 - As Horas Já de Números Vestidas (En Poesias Completas, Lisboa: 2000)
- 1983 - Dezanove Poemas (En Poesias Completas, Lisboa: 2000)
- 2005 - Anos 70, poemas dispersos (Edició de Maria Antónia Oliveira i Fernando Cabral Martins; Lisboa: Assírio & Alvim, 2005; 2a ed., 2009)
- 2018 - Poesias Completas & Dispersos (Pròleg de Miguel Tamen; Lisboa: Assírio & Alvim, ed. aug.; 1a ed., 2000; 5a ed., 2007)

Antologies fetes al llarg de la vida (4)
- 1967 – No Reino da Dinamarca – Obra Poética (1951-1965), 2a ed., revista e aumentada, Lisboa, Guimarães.
- 1974 – No Reino da Dinamarca – Obra Poética (1951-1969), 3a ed., revista e aumentada, Lisboa, Guimarães.
- 1981 – Poesias Completas (1951-1981), Lisboa, Imprensa Nacional - Casa da Moeda, 1982.
- 1983 – Poesias Completas (1951-1983), 2a ed., revista e aumentada, Lisboa, Imprensa Nacional - Casa da Moeda, 1984.

- 1986 – O Princípio de Utopia, O Princípio de Realidade seguidos de Ana Brites, Balada tão ao Gosto Popular Português & Vários Outros Poemas, Lisboa, Moraes.

### Traduccions fetes per O'Neill
- 1950 – Nora Mitrani, A Razão Ardente (Do Romantismo ao Surrealismo), Cadernos Surrealistas, Lisboa.
- 1959 – Maiakovski, O Percevejo, Lisboa, Editorial Gleba.
- 1960 – Dostoievski, O Jogador, Lisboa, Guimarães.
- 1961-63 – Bertolt Brecht, Teatro I e II, (em colaboração com Ilse Losa), Lisboa, Portugália Editora.
- 1962 – Alfred Jarry, Mestre Ubu, (em colaboração com Luís de Lima), Lisboa, Minotauro

### Discos de poesia
- Alexandre O’Neill diz poemas da sua autoria – colecção «A Voz e o Texto», Discos Decca, PEP 1010.
- Os Bichos também são gente – colecção «A Voz e o Texto», Discos Decca, PEP 1278.

### Filmografia
Guionista
- 1962 – Dom Roberto
- 1963 – Pássaros de Asas Cortadas
- 1967 – Sete Balas Para Selma
- 1969 – Águas Vivas
- 1970 – A Grande Roda
- 1975 – Schweik na Segunda Guerra Mundial (TV)
- 1976 – Cantigamente (3 episodis de la sèrie)
- 1978 – Nós por cá Todos Bem
- 1979 - Ninguém (TV)
- 1979 - Lisboa (TV)